# 쿠로키 하루
쿠로키 하루(黒木 華, 1990년 3월 14일~)는 일본의 배우이다. 오사카부 다카쓰키시 출신이며, 교토 조형 예술 대학 예술학부 영화학과 배우 코스 졸업하였다. 파파두 소속이다. 신장은 164 cm, B형이다.

## 약력
어려서부터 어머니의 손에 이끌려 영화나 연극을 보고 자라 형제나 사촌과 함께 출신지의 아동 극단에 참여하고 연기를 칭찬 받았던 것을 계기로 연기에 빠져들게 되었다. 전국 대회에서 우승한 실적도 있는 연극 명문의 테몬 학원 고등학교에 진학해 연극부에 소속하게 되면서, ‘연극부의 에이스’로서 1학년 때부터 3년간 주역을 맡고 있었다. 여배우에 뜻을 두게 되면서 졸업 후에는 영화 제작이나 연극을 배울 수 있는 대학에 진학을 희망하게 되고 집에서 통학이 가능한 교토 조형 예술 대학 예술학부 영화학과 배우 과정에 진학하여, 하야시 카이조를 비롯해 히가시 요이치 등에게 사사하고 연기를 배웠다. 학내 제작 작품에 캐스팅의 목소리가 좀처럼 걸리지 않았던 것으로부터 대학 재학중인 2009년 12월에 〈노다 히데키 연극 워크숍 in 오사카〉에 참가했다. 이듬해 2010년에는 오디션에 합격해 6월 NODA·MAP 공연 《더 캐릭터》에 앙상블로 첫 무대에 서 데뷔하고, 같은 해 9월 NODA·MAP 번외 공연 《바깥에 나서고 싶다!》에서 1,155명이 응모한 딸 역 오디션을 거쳐 노다 히데키, 나카무라 간자부로의 3인극에서 주인공의 딸 역으로 오타 미도리 로란스와 더블 캐스팅되어 무대에 섰다. 이듬해 2011년에는 NODA·MAP 공연 《남쪽에》의 아사가야스파이더스 공연 《광야에서》, 니나가와 유키오 연출의 《아, 광야》 등의 무대 작품에 출연하면서 연극계의 기대주로 주목 받게 되었다.
2011년에는 영상 작품에 진출해 《도쿄 오아시스》 메인 캐스트로 영화에 첫 출연, 2012년에는 《늑대 아이》로 성우에 첫 도전했다. 2012년도 후기의 NHK 연속 TV 소설 《순정과 사랑》에서 나츠나가 연기한 여주인공의 동기 회사원 역으로 출연해 드라마 첫 출연을 완수한다. “겉으로는 온화하지만 사실 음흉하다”는 음험한 캐릭터를 연기해 그 높은 연기력의 평판이 올라 지명도를 높혔다.
이듬해 2013년에는 연속 TV 소설 《순정과 사랑》, 《리갈 하이》 제 2시리즈 등 드라마에 고정 출연하고, 영화에서도 첫 주연한 《샤니다루의 꽃》과 《행복한 사전》에서의 연기가 높이 평가되어 키네마 준보 베스트 텐과 일본 아카데미상, 블루 리본 상] 등 일본의 주요 영화 시상식에서 총 7개의 신인상을 수상했다.
2014년에는 오디션을 거쳐 《작은 집》에서 야마다 요지 감독 작품에 첫 출연, 이 작품에서의 연기로 의해 제64회 베를린 국제 영화제 최우수 여우주연상(은곰)을 수상했다. 일본 여배우로서는 히다리 사치코, 다나카 키누요, 테라지마 시노부에 이어 사상 네 번째이며, 23세에 수상은 일본인 최연소가 된다. 영화제의 총평에서 “(쿠로키의) 연기력은 단연 빼어났다.”라고 평가했다. 은곰상 수상시에는 일본의 내각관방장관의 스가 요시히데 (당시)도 축하의 뜻을 보냈다. 또한, 이 작품으로 제38회 일본 아카데미상 최우수 여우 조연상을 수상했다. 또한 그 해 가장 활약하고, 미래의 활약이 기대되는 배우에게 주어지는 엘란도르상 신인상을 수상했다.
2015년 2월 28일 공개된 《막이 오르다》(감독: 모토히로 카츠유키)에서 쿠로키는 고등학교·대학에서 연극에 몰두하고 무대 배우로 프로 경력을 시작한 것으로부터 연극부 고문 역으로 캐스팅되었다. 작품 중에서는 약소 연극부의 운명을 탈피시키는 중요한 직무를 맡고 있으며, 영화 평론가 시미즈 타카시 등이 그 존재감을 높이 평가하고 있다.
같은 해 4분기 TBS 60주년 특별 기획 《천황의 요리사》에서의 호연이 화제를 불러 도쿄 드라마 어워드 2015에서 여우주연상을 수상했다. 같은 해 12월 12일 공개된 《어머니와 살면》으로 제39회 일본 아카데미상 최우수 여우조연상을 수상하며 전년에 이어 ‘2연패’가 되었다. 2년 연속 최우수 여우조연상 수상은 제32회, 제33회 연속 수상한 요 키미코 이후 6년 만에 사상 두 번째 쾌거이다.
2016년 3월 《립반윙클의 신부》에서 영화 단독 첫 주연을 맡아, 같은 해 4분기의 《중쇄를 찍자! 》로 연속 드라마 첫 주연을 완수한다. 같은 해 가을에는 제29회 도쿄 국제 영화제 페스티벌 뮤즈를 맡았다.

## 인물·기호
- 이름은 꽃(華)이라고 쓰고 하루(はる)라고 읽는다. ‘봄(春)처럼 화려하게 살아 달라’는 생각을 담아 부모에 명명되었다.[36]
- 일본인들에게는 쿠로키 하루(はる)라는 이름보다 쿠로키 하나(華)라는 이름으로 주로 불려지고있다. 예를 들어 일본 현지인들에게 쿠로키 하루(はる)를 아는지 물어보면 대부분 잘모르지만, 쿠로키 하나(華)를 아는지 물어보면 정확히 이해한다.

- 인물면에서, 〈화려함이 없는 어느 쪽일까하고 말하면 “수수한” 얼굴 생김새〉나 〈온기와 소박함을 느끼는 “일본식 미인”의 모습〉, 〈심지가 강한 의지를 관통한다〉, 〈인간으로서의 기량 크기〉를 느끼게  하는 품위에서 종종 〈쇼와적인〉, 〈순수일본인적인〉의 이미지라고 평가되고 있다.[37][38][39][40]

- 영화 《립반윙클의 신부》의 감독을 맡은 이와이 슌지는 전통적인 풍모의 배우가 대두하는 할리우드의 경향을 인용해, 쿠로키는 오히려 〈가장 현대적〉으로 〈헤이세이 시대의 최선단 여배우〉로서 있다고 평가하고 있다.[41][42] 이와이는 CM의 연출을 다룬 때에 쿠로키을 평가하고 〈문학적인 향기가 나는 배우〉라고 말하고 있다.[43]

- 오사카 출신으로 상당히 코미디를 좋아한다. 제23회 도쿄 스포츠 영화 대상의 시상식에서 치도리와 텐다라의 팬이라고 발언했다.[1]

- NHK 《아사이치》에 게스트로 출연했을 때는 바나나맨의 열렬팬이라고 밝혀, 언제나 차분한 모습의 꺄-꺄가 아닌 쿠로키가 바나나맨 앞에서는 “꺅-”이라고 될 것이라고 매니저도 말하고 있다.[44] 마음에 걸리는 젊은 예능인으로는 금속 배트를 말하고 있다.

- 초등학교 6학년 때 《탐정! 나이트 스쿠프》에서는 의뢰인으로 출연한 바 있다.[1]

## 출연 작품
역할의 굵은 표시는 주연 작품

### 영화
| 개봉일자                | 제목                                          | 역할                   | 배급사                                                    | 비고          |
| ----------------------- | --------------------------------------------- | ---------------------- | --------------------------------------------------------- | ------------- |
| 2011년 10월 1일         | MADE IN JAPAN ~코라츠!~                       |                        | 키타시라카와파 / 매직 아워 / 교토 조형 예술 대학 영화학과 | 단편 영화     |
| 2011년 10월 22일        | 도쿄 오아시스                                 | 야스코                 | 수르키토스                                                |               |
| 2012년 9월 29일         | BUNGO~사소한 욕망~고백하는 신사들 〈잡은 손〉 | 아야코                 | 카도카와 영화                                             |               |
| 2013년 2월 23일         | 초원의 의자                                   | 토마 야요이            | 도에이                                                    |               |
| 2013년 4월 13일         | 행복한 사전                                   | 키시베 미도리          | 쇼치쿠 / 아스믹 에이스                                    |               |
| 2013년 7월 20일         | 샤니다루의 꽃                                 | 미즈키 쿄코            | 팬텀 필름                                                 |               |
| 2013년 11월 16일        | 약해지지마                                    | 시바타 시즈코 (청년기) | 쇼치쿠                                                    |               |
| 2014년 1월 25일         | 작은 집                                       | 누노미야 타키 (청년기) | 쇼치쿠                                                    |               |
| 2014년 3월 7일          | 은수저 Silver Spoon                           | 미나미쿠죠 아야메      | 도호                                                      |               |
| 2015년 1월 31일         | 미나미 양장점의 비밀                          | 요코                   | 가가                                                      |               |
| 2015년 2월 28일         | 막이 오르다                                   | 요시오카 미사코        | T-JOY                                                     |               |
| 2015년 3월 7일·4월 11일 | 솔로몬의 위증 전편·사건/후편·재판             | 모리우치 에미코        | 쇼치쿠                                                    | [ 46 ]        |
| 2015년 12월 12일        | 어머니와 살면                                 | 사다 마치코            | 쇼치쿠                                                    | [ 47 ]        |
| 2016년 3월 26일         | 립반윙클의 신부                               | 미나가와 나나미        | 도에이                                                    | [ 33 ] [ 49 ] |
| 2016년 9월 3일          | 에미아비의 시작과 시작                        | 나츠미                 | 비터즈 엔드                                               |               |
| 2016년 10월 16일        | 오랜 변명                                     | 후쿠나가 치히로        | 아스믹 에이스                                             |               |
| 2016년 12월 10일        | 해적이라 불린 사나이                          | 오가와 하츠미          | 도호                                                      |               |
| 2017년 5월 27일         | 잠깐만 회사 좀 관두고 올게                    | 이가라시 미키          | 도호                                                      |               |
| 2017년 6월 3일          | 해변의 리어                                   | 노부코                 | 도쿄 테아토르                                             |               |
| 2018년 9월 28일         | 흩어진 동백                                   | 사카시타 사토미        | 도호                                                      |               |
| 2018년 10월 13일        | 일일시호일                                    | 노리코                 | 도쿄 테아토르 / 요아케                                    |               |
| 2018년 10월 19일        | 억남                                          | 오쿠라 마사코          | 도호                                                      |               |
| 2018년 11월 1일         | 비블리아 고서당 사건 수첩                     | 시오리코 시시노카와    | 20세기 폭스 / KADOKAWA                                    | [ 50 ]        |
| 2018년 12월 7일         | 온다                                          | 타하라 카나            | 도호                                                      |               |
| 2018년                  | 듀얼리티                                      | 노리코                 | 도쿄 테아토르                                             | 단편 영화     |
| 2019년 4월 6일          | 어느 쪽을                                     | 니노미야 타에          | 도쿄 예술대학 사토 마사히코 연구실 칸 단편 프로젝트       | 단편 영화     |
| 2020년 9월 25일         | 달콤한 사케 양치질                            | 와카바야시 씨          | 요시모토                                                  |               |
| 2020년 10월 2일         | 아사다 가족                                   | 카와카미 와카나        | 도호                                                      | [ 51 ]        |
| 2020년 10월 9일         | 별의 아이                                     | 쇼코 씨                | 도쿄 테아토르 / 요아케                                    | [ 52 ]        |
| 2021년 9월 10일         | 선생님, 내옆에 앉아줄래요?                    | 하야카와 사와코        | 해피넷 팬텀 스튜디오                                      |               |
| 2022년 3월 4일          | 남은 인생 10년                                | 타카바야시 키쿄        | 워너 브라더스                                             |               |
| 2023년 4월 28일         | 오키쿠와 세계                                 | 마츠무라 키쿠          |                                                           |               |
| 2023년 10월 13일        | 키리에의 노래                                 | 테라이시 후미          | 도에이                                                    |               |
| 2024년 5월 3일          | 청춘 18X2 너에게로 이어지는 길                | 유키코                 | Happinet                                                  |               |

### 텔레비전 드라마
| 방송일자                                       | 제목                                                            | 역할                                  | 방송사          | 비고          |
| ---------------------------------------------- | --------------------------------------------------------------- | ------------------------------------- | --------------- | ------------- |
| 2012년 10월 1일~12월 27일·2013년 3월 27일~28일 | 연속 TV 소설 〈순수와 사랑〉 제1화~제76화·제148화~제149화       | 다나베 치카                           | NHK             |               |
| 2013년 3월 1일                                 | 마호로역전번외지 제8화                                          | 미야모토 유카리                       | TV 도쿄         |               |
| 2013년 10월 9일~12월 18일                      | 리갈 하이                                                       | 혼다 제인                             | 후지 TV         |               |
| 2013년 10월 12일                               | 기묘한 이야기 '13 가을 특별편 〈어느 날, 폭탄이 떨어져 내려와〉 | 나가미네 하루카 / 파루카              | 후지 TV         |               |
| 2014년 4월 24일~9월 27일                       | 연속 TV 소설 〈하나코와 앤〉 제4주~최종주                       | 안도 카요                             | NHK             |               |
| 2014년 10월 18일                               | 하나코와 앤 스핀오프 스페셜 〈아사이치의 신부〉                 |                                       | NHK BS 프리미엄 |               |
| 2014년 10월 18일~11월 8일                      | 구구는 고양이다                                                 | 미나미                                | WOWOW           |               |
| 2015년 1월 11일~12일                           | 오리엔트 특급 살인사건                                          | 미키 사유리                           | 후지 TV         |               |
| 2015년 4월 26일~7월 12일                       | 천황의 요리사                                                   | 타카하마 토시코 (히로인) ※이야기 겸임 | TBS             | [ 53 ]        |
| 2016년 1월 10일~12월 18일                      | 대하드라마 〈사나다마루〉                                       | 우메                                  | NHK             |               |
| 2016년 4월 12일~6월 14일                       | 중쇄를 찍자!                                                    | 쿠로사와 코코로                       | TBS             | [ 34 ] [ 54 ] |
| 2016년 6월 11일                                | 구구도 고양이다 2 -good good the fortune cat- 제1화             | 미나미                                | WOWOW           | 특별 출연     |
| 2017년 5월 13일~7월 8일                        | 정성을 다해 요리첩                                              | 미오                                  | NHK 종합        | [ 55 ]        |
| 2018년 1월 7일~12월 16일                       | 대하드라마 〈세고돈〉                                           | 이와야마 이토                         | NHK             |               |
| 2018년 10월 10일~12월 12일                     | 짐승이 될 수 없는 우리                                          | 나가토 슈리                           | NTV             |               |
| 2019년 1월 18일                                | 디자이너 시부이 나오토 휴일                                     | 미우라 카모메                         | TV 도쿄         |               |
| 2019년 2월 3일                                 | 의혹                                                            | 시라카와 기미                         | TV 아사히       | [ 56 ]        |
| 2019년 7월 19일~9월 20일                       | 나기의 휴식                                                     | 오시마 나기                           | TBS             | [ 57 ]        |
| 2019년 12월 14일~12월 21일                     | 정성을 다해 요리첩 스페셜                                       | 미오                                  | NHK 종합        |               |
| 2021년 4월 5일~6월 14일                        | 이치케이의 까마귀                                               | 사카마 치즈루 (히로인)                | 후지 TV         | [ 58 ]        |
| 2022년 1월~                                    | 가십#그녀가 알고 싶은 진짜 〇〇                                 | 세코 리리코                           | 후지 TV         |               |

### 무대
| 공연일자                                 | 제목                                                   | 역할               | 공연장소                                                                           | 비고                   |
| ---------------------------------------- | ------------------------------------------------------ | ------------------ | ---------------------------------------------------------------------------------- | ---------------------- |
| 2010년 6월 20일~8월 8일                  | 더 캐릭터                                              |                    | NODA MAP / 도쿄 예술 극장                                                          | [ 59 ]                 |
| 2010년 9월 5일~28일                      | 바깥에 나서고 싶다!                                    | 딸                 | NODA MAP / 도쿄 예술 극장                                                          | [ 60 ]                 |
| 2011년 2월 10일~3월 31일                 | 남쪽에                                                 | 아마네를 닮은 소녀 | NODA MAP / 도쿄 예술 극장                                                          | [ 61 ]                 |
| 2011년 7월 14일~8월 12일                 | 광야에서                                               | 타바타             | 아사가야스파이더스 PRESENTS 도쿄 / 지방                                            | [ 62 ]                 |
| 2011년 10월 29일~12월 2일                | 아, 황야                                               | 요시코             | 사이타마 / 도쿄                                                                    | 연출 : 니나가와 유키오 |
| 2013년 1월 23일~27일                     | 비룡전                                                 | 칸바야시 미치코    | 고치 브라더스 / 혼다 극장                                                          | [ 64 ] [ 65 ]          |
| 2013년 12월 13일~29일                    | SEMINAR 세미나                                         | 케이트             | 도쿄 / 효고                                                                        | 연출 : 쿠리야마 타미야 |
| 2014년 6월 4일~15일                      | 적귀                                                   | 그 여자            | 오야마 원형 극장 문화원 파이널 / 아오야마 원형 극장                                | 연출: 오쿠데라 슈지    |
| 2016년 1월 21일~31일                     | 쓰는 여자                                              | 히구치 이치요      | 니토샤 / 세타가야 공공 극장                                                        | 작·연출: 나가이 아이   |
| 2016년 10월 7일~30일·11월 3일~6일        | 도가니 (루츠보)                                        | 애비 윌리엄스      | 도쿄 Bunkamura 극장 코쿤 / 오사카 모리노미야 필로티 홀                             | 일본판                 |
| 2017년 2월 10일~26일·3월 1일·3월 4일·5일 | 오세이의 등장                                          | 주연               | 도쿄·극장 트램 / 후쿠오카·후쿠오카 시민 회관 / 오사카·우메다 예술 극장 드라마 시티 | [ 70 ] [ 71 ]          |
| 2017년 8월 27일~9월 26일                 | 바냐 아저씨                                            | 소냐               | 신 국립 극장 소극장                                                                | [ 72 ]                 |
| 2019년 5월 9일~6월 11일                  | 햄릿                                                   | 오필리어           | Bunkamura 극장 코쿤 / 모리노미야 필로티 홀                                         | [ 73 ]                 |
| 2020년 4월 4일~29일                      | 벚꽃 동산                                              | 와랴               | Bunkamuna 극장 코쿤                                                                | [ 74 ]                 |
| 2020년 7월 12일                          | 플레이 타임 〈연애 공포 병〉 外                        | 여자               | Bunkamura 극장 코쿤 / 라이브 전달                                                  | [ 75 ]                 |
| 2020년 8월 2일                           | 이와이 히데토 (WARE) 프로듀스 제3화 〈갑자기 책읽기!〉 |                    | WARE / 혼다 극장                                                                   | [ 76 ]                 |
| 2020년 6월·7월                           | 켄지토시                                               | 토시               | 도쿄 키노쿠니야 홀 / 오사카 산케이 홀 브리제                                       | 연출: 쿠리야마 타미야  |
| 2021년 8월 13일~9월 5일                  | DISCOVER WORLD THEATRE vol.11 〈웬디 & 피터팬〉        | 웬디               | Bunkamura 오차드 홀                                                                | [ 78 ]                 |

### 극장판 애니메이션
| 개봉/방송일자   | 제목                    | 역할                   | 배급사/방송사 | 비고              |
| --------------- | ----------------------- | ---------------------- | ------------- | ----------------- |
| 2012년 7월 21일 | 늑대 아이               | 유키 (소녀 시절)       | 도호          | 극장판 애니메이션 |
| 2015년 2월 20일 | 하나와 앨리스 살인 사건 | 오기노 사토미          | T-JOY         | 극장판 애니메이션 |
| 2015년 7월 11일 | 괴물의 아이             | 이치로 히코(소년 시절) | 도호          | 극장판 애니메이션 |
| 2018년 7월 20일 | 미래의 미라이           | 미라이짱               | 도호          | 극장판 애니메이션 |

### WEB·전달 드라마
- 나의 언니 (2022년 봄 <예정>, TV 도쿄 / 2021년 9월, Amazon 프라임 비디오) - 시라이 치하루 역

### 라디오 드라마
- 청춘 라디오 소설 〈오토 리버스〉 (2020년 12월, 민방 라디오 99국·radiko) - 주연[84]

### 교양·다큐멘터리
- 탐정! 나이트 스쿠프 (2003년 1월 17일, ABC) - 의뢰인으로 출연
- 이와이 슌지 영화제 presents 마이 리틀 영화제 (2012년 3월 4일~, BS 일본영화전문채널)
- 여행 프랑스어 (2018년 10월 3일~2019년 9월 30일, NHK E 텔레) - 출연 및 나레이션을 담당.[85]
- 더 논픽션 〈배도 마음도 가득 ~닿으면 행복 식당~〉 (2020년 8월 2일, 후지 TV) - 내레이션[86]

### 광고(CM)
- 일본 영화 위성 방송 〈BS 일본영화전문채널〉 (2012년 3월)
- 산토리 맥주
  - 위스키 카쿠빈 (2012년)
  - 산토리 올 프리 (2015년 2월~2017년)[87]
  - 올 프리 콜라겐 (2015년 7월)
  - 호로요이 (2019년 10월~) - 사토 지로와 공동 출연[88]
- 미츠이 스미토모 파이낸셜 그룹
  - 미츠이 스미토모 은행·SMBC 닛코 증권 〈NISA〉편 (2013년 7월)
- 다논 재팬 다논 오이코스 〈지방 0 딸기〉편 (2015년~2016년)[89]
- 도요타 자동차 〈TNGA STORY〉 (2015년) - 나가노 역 ※사토 코이치, 미우라 토모카즈와 공동 출연[90]
- 시세이도 〈TSUBAKI〉 (2016년 9월~2017년)[91]
- NTT 도코모 〈Mr.Children & docomo 25주년〉 - 어머니 역 (2017년 7월)
- 롯데 샤롯데 〈NEW OPEN〉편 (2017년 10월)
- 아지노모토 〈파르스위트〉 (2017년 10월~2019년)[92]
- 아사히 맥주 〈클리어 아사히 호화 제로〉 (2018년 2월)
- 손해보험재팬일본고아 (2015년 12월~2019년)
- 미츠비시 부동산 레지던스 〈더 파크 하우스〉 (2020년 4월)
- 리크루트 〈스타핑〉 (2021년 2월~)

### 기타 경력
- 제29회 도쿄 국제 영화제 페스티벌 뮤즈 (2016년)

## 서적

### 사진집
- 쿠로키 하루 사진집 영화 〈립반윙클의 신부〉로부터 (2016년 6월, 리틀 모어)[93] ISBN 978-4898154427

## 수상 경력
| 연도   | 시상식                                | 부문                | 작품                                                          | 출처            |
| ------ | ------------------------------------- | ------------------- | ------------------------------------------------------------- | --------------- |
| 2013년 | 제5회 TAMA 영화상                     | 최우수 신진 배우상  | 샤니다루의 꽃, 행복한 사전, 초원의 의자                       | [ 94 ]          |
| 2013년 | 제26회 닛칸 스포츠 영화 대상          | 신인상              | 행복한 사전, 초원의 의자 外                                   |                 |
| 2013년 | 제87회 키네마 준보 베스트 텐          | 신인 여우상         | 행복한 사전, 샤니다루의 꽃, 초원의 의자, 약해지지 마          |                 |
| 2013년 | 제35회 요코하마 영화제                | 최우수 신인상       | 행복한 사전, 샤니다루의 꽃, 초원의 의자, 약해지지마           |                 |
| 2013년 | 제37회 일본 아카데미상                | 신인 배우상         | 행복한 사전, 초원의 의자                                      | [ 95 ]          |
| 2013년 | 제56회 블루 리본상                    | 신인상              | 초원의 의자, 행복한 사전, 샤니다루의 꽃                       | [ 96 ]          |
| 2013년 | 제23회 도쿄 스포츠 영화 대상          | 신인상              | 행복한 사전, 초원의 의자                                      | [ 97 ]          |
| 2013년 | 제23회 일본 영화 비평가 대상          | 신인상              | 초원의 의자                                                   |                 |
| 2014년 | 제64회 베를린 국제 영화제             | 은곰상 (여우주연상) | 작은 집                                                       |                 |
| 2014년 | 제38회 일본 아카데미상                | 최우수 여우조연상   | 작은 집                                                       | [ 98 ]          |
| 2014년 | 교토부                                | 아케보노상          | 빈칸                                                          | [ 99 ] [ 100 ]  |
| 2015년 | 제89회 키네마 준보 베스트 텐          | 여우조연상          | 어머니와 살면, 막이 오르다, 솔로몬의 위증 전편·사건/후편·재판 |                 |
| 2015년 | 제39회 일본 아카데미상                | 최우수 여우조연상   | 어머니와 살면                                                 |                 |
| 2015년 | 제39회 엘란도르상                     | 신인상              | 빈칸                                                          | [ 101 ] [ 102 ] |
| 2015년 | 제85회 더 텔레비전 드라마 아카데미상  | 여우조연상          | 천황의 요리사                                                 | [ 103 ]         |
| 2015년 | 도쿄 드라마 어워드 2015               | 여우주연상          | 천황의 요리사                                                 | [ 31 ]          |
| 2016년 | 엘르 시네마 대상 2016                 | 베스트 여자배우상   | 빈칸                                                          | [ 104 ]         |
| 2016년 | 제89회 더 텔레비전 드라마 아카데미상  | 여우주연상          | 중쇄를 찍자!                                                  | [ 105 ]         |
| 2016년 | 제26회 일본 영화 프로페셔널 대상      | 여우주연상          | 립반윙클의 신부                                               | [ 106 ]         |
| 2016년 | 제40회 일본 아카데미상                | 우수 여우주연상     | 립반윙클의 신부                                               |                 |
| 2017년 | 제32회 타카사키 영화제                | 최우수 여우조연상   | 해변의 리어                                                   | [ 107 ]         |
| 2018년 | 제42회 일본 아카데미상                | 우수 여우주연상     | 떨어지는 동백                                                 | [ 108 ]         |
| 2018년 | 제14회 컨피던스 어워드 드라마상       | 여우조연상          | 짐승이 될 수 없는 우리                                        | [ 109 ]         |
| 2019년 | 도쿄 드라마 어워드 2019               | 여우조연상          | 짐승이 될 수 없는 우리                                        | [ 110 ] [ 111 ] |
| 2019년 | 제102회 더 텔레비젼 드라마 아카데미상 | 여우주연상          | 나기의 휴식                                                   | [ 112 ]         |
| 2020년 | 제2회 아시아 콘텐츠 어워드            | 여우주연상          | 나기의 휴식                                                   | [ 113 ]         |
| 2020년 | 도쿄 드라마 어워드 2020               | 여우주연상          | 나기의 휴식                                                   | [ 114 ] [ 115 ] |
| 2020년 | 제44회 일본 아카데미상                | 최우수 여우조연상   | 아사다 가족                                                   | [ 116 ]         |

### 내용주
1. ↑  이름의 읽기는 하나(はな)가 아니라, 하루(はる)이다.
2. ↑  『바깥에 나서고 싶다!』를 데뷔작으로 하는 설명도 볼 수 있다.[17][18]
3. ↑  개봉일 기준은 일본에서의 개봉일이다.
4. ↑  제64회 베를린 국제 영화제의 경쟁 부문에 정식 출품
5. ↑  2편이 한 달 간격으로 연속 개봉
6. ↑  일본보다 먼저 한국, 홍콩, 대만에서 순차적으로 공개[48]
7. ↑  노무라 쇼헤이와 공동 주연
8. ↑  오타 미도리 로란스와 더블 캐스팅
9. ↑  타마오키 레오와 더블 캐스팅
10. ↑  개봉·방송일자 기준은 일본에서의 공개일이다.

### 참조주
1. 1 2 3  “제철의 여배우·쿠로키 하루에 「나이트 스쿠프」출연의 과거”. 《도쿄 스포츠》. 2014년 4월 13일. 2018년 9월 26일에 원본 문서에서 보존된 문서. 2018년 9월 26일에 확인함.
2. 1 2 3 4  “쿠로키 하루”. 《영화.com》. 2018년 9월 26일에 확인함.
3. 1 2 3 4  쿠로키, 하루 (2013년 7월 18일). 《Q10의 카노 죠 제14회 쿠로키 하루》. (인터뷰).  “Lmaga.jp (케이 한신 엘 매거진사)”. 2018년 2월 6일에 확인함.
4. 1 2 3 4  Web판 TV 스타 명감 쿠로키 하루 (2012년 4월 17일 시점에서 자료실)
5. 1 2  이와네 아키코 (2015). 《쿠로키 하루의 뛰어난 연기력은 이렇게 태어났다》. 《GALAC》 (KADOKAWA). 2015년 12월 11일에 확인함.
6. ↑  “에미아비의 시작 시초”. 《교토 조형 예술 대학》. 2018년 9월 26일에 확인함.
7. 1 2 3  쿠로키, 하루 (2016년 1월 1일). 《기획특집2【시네마의 거리에서】배우 쿠로키 하루 씨에게 듣는다》. (인터뷰).  “아사히 신문 디지털”. 2018년 9월 26일에 확인함.
8. 1 2  “쿠로키 하루 「명문 연극부에서 3년간 주연」...고교 시절의 은사가 말하는 모습”. 《여성 자신》. 2014년 2월 28일. 2018년 9월 26일에 확인함.
9. 1 2  쿠로키, 하루 (2016년 1월 19일). 《매력은 “쇼와 느낌” 쿠로키 하루 정통 여배우까지의 길》.  인터뷰어: 아다치 시게키.  “AdverTimes (아도타이) (선전 회의)”. 2018년 9월 26일에 확인함.
10. 1 2  대학 시절의 은사·하야시 카이조 감독도 축복 「이것은 세계의 여배우가 될 것」 (2014년 2월 18일) 스포니치 아넥스, 2014년 2월 18일에 확인.
11. ↑  “교토 조형 예술 대학, 교토 문예 부흥을 내걸고 - NR 「제대로 산다」 크랭크인 (최종화)” (PDF) (일본어). 교토 조형 예술 대학. 2013년 2월 1일. 2013년 11월 3일에 원본 문서 (PDF)에서 보존된 문서. 2013년 11월 2일에 확인함.
12. ↑  “【올해·온 딸】쿠로키 하루”. 《SANSPO.COM》 (일본어). 산케이 신문사. 2011년 1월 9일. 2011년 8월 3일에 원본 문서에서 보존된 문서. 2011년 12월 15일에 확인함.
13. ↑  “쿠로키 하루 - 출연자 - 노다 맵” (일본어). NODA·MAP. 2011년 12월 15일에 확인함.
14. ↑  근황 등, 2010년 9월 13일, 하아시 카이조 블로그 2012년 11월 22일 참조.
15. ↑  3학년 동 세미나 작품 「여자」+ 「남자」 상영회 보관됨 2013-11-03 - 웨이백 머신 2010년 12월 17일, 영화학과 블로그 (교토 조형 예술 대학) 2012년 11월 22일 참조.
16. 1 2 3  이마이 나츠코 (2010년 7월 28일). “딸 역 2명이 결정! 노다 맵 번외 공연 「바깥에 나서고 싶다!」오디션 결과 발표”. 《관람 예보》 (연무). 2019년 12월 11일에 확인함.
17. 1 2  “쿠로키 하루, 어디까지나 겸허하게 응시하는 2016년”. 《영화.com》. 2016년 1월 1일. 2018년 9월 26일에 확인함.
18. ↑  “【시네마화·동영상 첨부】실력파·쿠로키 하루가 SNS 시대의 덧없는 인간 군상을 생생하게...이와이 슌지 감독『립반윙클의 신부』”. 《산케이뉴스》 (산케이디지털). 2016년 3월 20일. 2018년 9월 26일에 확인함.
19. ↑  “NODA·MAP「바깥에 나서고 싶다!」 히로인 오디션” (일본어). NODA·MAP. 2013년 11월 2일에 확인함.
20. ↑  “쿠로키 하루”. 《NHK 자료실》. 일본방송협회. 2019년 2월 6일에 확인함.
21. ↑  “쿠로키 하루는 어떤 사람? NHK 아침 드라마 「순수한 사랑」에서 두각 베를린 국제 영화제 최우수 여우주연상”. 《ZAKZAK by 석간 후지》 (산케이디지털). 2014년 2월 17일. 2018년 9월 25일에 확인함.
22. ↑  “사실 맛있는 포지션? 이비리 역 배우의 좋은 인상”. 《ORICON NEWS》 (oricon ME). 2015년 7월 12일. 2018년 9월 25일에 확인함.
23. ↑  쿠로키, 하루 (2014년 1월 22일). 《INTERVIEW 583 쿠로키 하루》. (인터뷰). 1쪽.  “텔레비전 도갓찌 (프리젠트 캐스트)”. 2015년 3월 30일에 원본 문서에서 보존된 문서. 2018년 9월 26일에 확인함.
24. ↑  야마다 요지 감독 「작은 집」의 쿠로키 하루에 주연상...베를린 국제 영화제 (2014년 2월 16일) 보관됨 2014-02-16 - 웨이백 머신 스포츠호치, 2014년 2월 16일에 확인.
25. ↑  「작은 집」 쿠로키 하루, 최연소 은곰상! 「야마다 요지 감독의 덕분」이라고  감사 (2014년 2월 17일) 마이 나비 뉴스, 2015년 3월 9일에 확인.
26. ↑  「키네마 준보」 2015년 3월 하순호
27. ↑  쿠로키 하루 씨에게 축하의 뜻 = 내각관방장관 (2014년 2월 17일) 보관됨 2016-03-04 - 웨이백 머신 시사.닷컴, 2014년 2월 18일에 확인.
28. ↑  “『막이 오르다』 영화 단평”. 《시네마투데이》. 2015년 2월 27일에 확인함.
29. ↑  사카 키요카즈 (2015년 4월 1일). “【칼럼】여배우·쿠로키 하루, 봉오리가 열리도록 성장 「천황의 요리사」에 큰 관심”. 《엔터테인먼트OVO》. 교도 신문사. 2018년 9월 26일에 확인함.
30. ↑  “「천황의 요리사」에서 토시코 역을 호연 쿠로키 하루의 “성적 매력”이 화제에”. 《닛칸스포츠DIGITAL》 (닛칸겐다이). 2015년 6월 30일. 2018년 9월 26일에 확인함.
31. 1 2  “『천황의 요리사』가 4관왕 수상 「도쿄 드라마 어워드  2015」”. ORICON STYLE. 2015년 10월 21일. 2015년 10월 21일에 확인함.
32. ↑  “쿠로키 하루 최우수 여우조연상 “연패””. 《데일리스포츠 online》 (주식회사 데일리스포츠). 2016년 3월 4일. 2016년 3월 4일에 확인함.
33. 1 2  “이와이 슌지 12년 만 실사 장편 작품은 「립반윙클의 신부」! 쿠로키 하루가 영화 단독 첫 주연”. 《영화.com》. 2015년 11월 19일. 2019년 11월 2일에 확인함.
34. 1 2  “쿠로키 하루가 연속 드라마 첫 주연!  만화 편집자로 「한권」 취하는”. 《SANSPO.COM》 (주식회사 산케이디지털). 2016년 2월 3일. 2016년 2월 3일에 확인함.
35. ↑  “도쿄 국제 영화제 전체 라인업 발표 특집 자제한 호소다 마모루 「미래의 영화에 대해 이야기하고 싶다」”. 《영화나탈리》. 2016년 9월 26일. 2016년 10월 13일에 확인함.
36. ↑  카토 유미코 (2015년 12월 11일). “【쿠로키 하루】기분 전환법에도 정통 「한밤중에 우동을 만들어...제대로 제자리 걸음」”. 《zakzak by 석간 후지》 (산케이디지털). 3면. 2019년 2월 6일에 확인함.
37. ↑  ““쇼와적인 여성”을 자연스럽게 연기하는 젊은 여배우 쿠로키 하루”. 《ORICON》. 2015년 2월 27일에 확인함.
38. ↑  사카이 마사토시 (2015년 5월 13일). “【시대의 사카이 눈】인기 여배우의 키워드는 쇼와 얼굴”. 《ZAKZAK by 석간 후지》 (산케이디지털). 2018년 9월 26일에 확인함.
39. ↑  “쿠로키 하루 “쇼와 얼굴”은 「얻고 있는」 꿈 쫓는 남편 지원의 기특한 아내를 호연”. 《Sponichi Annex》 (스포니치 신문사). 2015년 5월 17일. 2018년 9월 26일에 확인함.
40. ↑  ““쇼와 얼굴”의 여배우가 일제히 브레이크 그 이유는?”. 《ORICON NEWS》 (oricon ME). 2016년 11월 12일. 2018년 9월 26일에 확인함.
41. ↑  “이와이 슌지 감독 “쇼와의 분위기” 쿠로키 하루는 「최선단」”. 《ORICON NEWS》 (oricon ME). 2016년 3월 17일. 2018년 9월 26일에 확인함.
42. ↑  니시키 레이나 (2016년 4월 22일). “쿠로키 하루 「쇼와 얼굴?」 대중 이미지에 회의적”. 《시네마투데이》. 2018년 9월 26일에 확인함.
43. ↑  “쿠로키 하루 & 카리야 유이코 리모컨을 손에 초현실적인 연기”. 《MSN산케이뉴스》 (일본어). 마이크로소프트. 2012년 2월 29일. 2012년 3월 1일에 원본 문서에서 보존된 문서. 2012년 3월 31일에 확인함.
44. ↑  “쿠로키 하루의 “바나나맨 사랑”이 화제「너무 좋아합니다」 열변 그치지 않고”. 《모델프레스》 (인터넷 네이티브). 2017년 5월 12일. 2018년 9월 26일에 확인함.
45. ↑  쿠로키의 모교 환희 은사는 제자의 쾌거에 「사는 일했다」 (2014년 2월 17일) 스포니치 아넥스, 2014년 2월 18일에 확인.
46. ↑  “미야베 미유키 「솔로몬의 위증」주연은 1만명으로부터 선택된 신인! 쿠라노스케 × 나츠가와 × 나가사쿠 × 코히나타 × 쿠로키 × 오노와 공연”. 《시네마투데이》. 2014년 8월 8일. 2014년 11월 5일에 확인함.
47. ↑  “야마다 요지 감독 84번째 최신작은 요시나가 사유리 주연! 니노미야 카즈나리 & 쿠로키 하루도 의욕 만만”. 《영화.com》. 2014년 12월 17일. 2014년 12월 18일에 확인함.
48. ↑  “이와이 슌지 감독 신작 아시아 선공개! 쿠로키 하루가 주연”. 《Sponichi Annex》 (스포니치 신문사). 2015년 12월 24일. 2015년 12월 24일에 확인함.
49. ↑  “이와이 슌지 × 쿠로키 하루 「립반윙클의 신부」 아야노 고와 Cocco 등도 출연”. 영화나탈리. 2015년 11월 19일. 2015년 11월 19일에 확인함.
50. ↑  “쿠로키 하루 & 노무라 슈헤이가 W 주연! 「비블리아 고서당 사건 수첩」영화화”. 《영화.com》 (주식회사 영화닷컴). 2017년 11월 8일. 2018년 4월 24일에 확인함.
51. ↑  “니노미야 카즈나리의 아사다 가족!에 히라타 미츠루, 후부키 준, 쿠로키 하루, 스다 마사키가 출연 예고도 도착”. 《영화나탈리》. 2020년 7월 16일. 2020년 7월 18일에 확인함.
52. ↑  “코라 켄고, 오카다 마사키, 구로키 하루, 아시다 마나 주연 「별의 아이」 출연에 예고편 & 장면 사진도 공개”. 《Real Sound》. 2020년 8월 18일. 2020년 10월 9일에 확인함.
53. ↑  “사토 타케루가 “까까 머리”로 역할 연구! 아내 역에 쿠로키 하루 외 호화 공동 출연 16명...드라마 「천황의 요리사」”. 《CinemaCafe.net》. 2014년 12월 5일. 2014년 12월 7일에 확인함.
54. ↑  “쿠로키 하루, 인기 코믹 「중쇄를 찍자!」 연속 드라마 주연! 공연에 오다기리 죠, 사카구치 켄타로”. 크랭크인!. 2016년 2월 3일. 2016년 2월 3일에 확인함.
55. ↑  “쿠로키 하루 씨 주연 「정성을 다해 요리 첩」제작 시작!”. NHK. 2017년 2월 7일. 2017년 2월 7일에 원본 문서에서 보존된 문서. 2017년 2월 7일에 확인함.
56. ↑  “최저 변호사”요네쿠라 료코 악녀에게 다가가려! 세이쵸 원작 「의혹」TV 아사히 내년 방송 스포니치 (2018년 6월 19일), 2018년 10월 11일에 확인.
57. ↑  “나기의 휴식 : 쿠로키 하루 주연으로 7월에 실사 드라마화 “인생 리셋” 그린 인기 만화”. 《만탄웹》 (MANTAN). 2019년 5월 20일. 2019년 5월 20일에 확인함.
58. ↑  “다케노우치 유타카, 11년 만 게츠쿠 주연 쿠로키 하루가 강직한 엘리트 판사 역으로 출연”. 《SANSPO.COM》 (산케이디지털). 2020년 11월 30일. 2020년 11월 30일에 원본 문서에서 보존된 문서. 2020년 11월 30일에 확인함.
59. ↑  NODA MAP 제15회 공연 「더 캐릭터」 소개
60. ↑  NODA MAP 예외 공연 「바깥에 나서고 싶다」 공식 사이트
61. ↑  NODA MAP 제16회 공연 「남쪽에」 소개
62. ↑  “아사가야스파이더스 신작 공연 「광야에서」 캐스트 & 스태프 일신으로 새로운 경지”. 《CINRA.NET》 (주식회사 CINRA). 2011년 5월 31일. 2020년 10월 25일에 확인함.
63. ↑  “사이노쿠니 사이타마 예술 극장 소개 페이지”. 2012년 10월 7일에 원본 문서에서 보존된 문서. 2021년 10월 5일에 확인함.
64. ↑  고치 브라더스 프로듀스 공연 고치 브라더스 공지 사항 (2012년 11월 30일) 보관됨 2016-12-20 - 웨이백 머신
65. ↑  “나카야시키 노리히토 연출 타마오키 레오 & 쿠로키 하루 주연으로 김봉웅 작 「비룡전」을 상연 출연자 오디션을 실시”. 《극장 안내》 (유한회사 모닝 데스크). 2012년 11월 2일. 2012년 11월 7일에 원본 문서에서 보존된 문서. 2020년 10월 25일에 확인함.
66. ↑  쿠로키 하루 8년 만 「적귀」에서 원점 회귀 (2014년 5월 7일) 데일리스포츠, 2014년 5월 29일에 확인.
67. ↑  “쿠로키 하루 & 에모토 토키오 & 타마오키 레오 & 오쿠데라 슈지 연출 「적귀」가 개막”. 《극장 안내》. 2014년 6월 6일. 2014년 7월 1일에 원본 문서에서 보존된 문서. 2014년 6월 23일에 확인함.
68. ↑  “니토샤 공연40 : 쓰는 여자 : 작·연출 나가이 아이”. 니토샤. 2016년 12월 13일에 확인함.
69. ↑  “개막! 아서 밀러 보편의 걸작 희곡 「도가니」 츠츠미 신이치, 마츠유키 야스코, 쿠로키 하루, 미조바타 준페이”. 《Astage-아스테이지-》. 2016년 10월 8일. 2019년 12월 2일에 확인함.
70. ↑  “구라모치 유타카가 란포의 단편 8개로 엮는 「오세이의 등장」에 쿠로키 하루, 카타기리 하이리, 카지와라 젠”. 《스테이지 나탈리》 (주식회사 나타샤). 2016년 9월 15일. 2016년 12월 13일에 확인함.
71. ↑  “쿠로키 하루 최신 무대에서 나쁜 여자 「정말 연습이 재미」”. 《SANSPO.COM》 (산케이디지털). 2016년 12월 13일. 2016년 12월 13일에 확인함.
72. ↑  “「바냐 아저씨」 개막, KERA 「이번이 3작중 가장 좋은 솜씨」라는 반응”. 《스테이지나탈리》 (주식회사나타샤). 2017년 8월 28일. 2017년 10월 4일에 확인함.
73. ↑  “오카다 마사키가 타이틀 롤에 도전하는 「햄릿」개최 결정, 오펠 역에 쿠로키 하루”. 《스테이지나탈리》 (주식회사나타샤). 2018년 10월 24일. 2018년 10월 24일에 확인함.
74. ↑  “KERA meets CHEKHOV 최종장 「벚꽃 동산」에 오오타케 시노부, 미야자와 리에, 이노우에 요시오”. 《스테이지 나탈리》 (주식회사나타샤). 2019년 11월 30일. 2019년 11월 30일에 확인함.
75. ↑  “모리야마 미라이·쿠로키 하루가 도전 키시다 쿠니코의 세계를 코쿤에서 라이브 전달”. 《스테이지나탈리》 (주식회사나타샤). 2020년 6월 29일. 2020년 7월 15일에 확인함.
76. ↑  “이와이 히데토 「갑자기 책읽기!」제3탄이 혼다 극장에서 출연자 마츠모토 호노카·쿠로키 하루가”. 《스테이지 나탈리》 (주식회사 나타샤). 2020년 7월 20일. 2020년 8월 30일에 확인함.
77. ↑  “키타무라 소우를 미야자와 켄지와 동생 토시를 중심으로 그리는 신작 나카무라 토모야·쿠로키 하루, 연출은 쿠리야마 타미야”. 《스테이지 나탈리》 (주식회사나타샤). 2019년 11월 30일. 2019년 11월 30일에 확인함.
78. ↑  “「웬디 & 피터팬」 오늘 개막, 쿠로키 하루 「세계에 찰싹찰싹 잠겨 와서」”. 《스테이지나탈리》. 주식회사나타샤. 2021년 8월 13일. 2021년 8월 13일에 확인함.
79. ↑  “미야자키 아오이 & 오사와 다카오가 「늑대 아이」의 성우로 첫 공동 출연!”. 뉴스 워커. 2012년 4월 5일. 2012년 4월 6일에 원본 문서에서 보존된 문서. 2020년 10월 25일에 확인함.
80. ↑  “이와이 슌지 감독의 애니메이션 하나와 「앨리스 살인 사건」 오리지널 캐스트 집결! 카츠지 료, 쿠로키 하루, 스즈키 란란이 첫 참가”. 《시네마투데이》. 2014년 12월 11일. 2014년 12월 11일에 확인함.
81. ↑  “이와이 슌지의 애니메이션 영화 「하나와 앨리스 살인 사건」에 카츠지 료, 쿠로키 하루 등 추가 성우진 & 예고편”. 《CINRA.NET》. 2014년 12월 11일. 2014년 12월 11일에 확인함.
82. ↑  “호소다 마모루 감독 「괴물의 아이」 성우에 야쿠쇼 코지, 미야자키 아오이, 소메타니 쇼타 등 호화 배우진 즐비!”. 영화.com. 2015년 4월 13일. 2015년 4월 13일에 확인함.
83. ↑  “호소다 마모루 「미래의 미라이」에 카미시라이시 모카, 쿠로키 하루, 호시노 겐, 아소 쿠미코 등이 출연”. 《영화나탈리》 (주식회사 나타샤). 2018년 4월 11일. 2018년 4월 11일에 확인함.
84. ↑  “HiHi Jets가 라디오의 매력을 PR! 청춘 라디오 소설 「오토 리버스」의 주제가를 담당”. 《radiko news(라지코 뉴스)》. 2020년 11월 19일. 2021년 7월 30일에 확인함.
85. ↑  “여행 프랑스어”. 《NHK 어학》. NHK. 2018년 10월 3일에 원본 문서에서 보존된 문서. 2020년 10월 25일에 확인함.
86. ↑  “【동영상있어】 쿠로키 하루 「더 논픽션」의 내레이션에 첫 도전! 84세 여성의 삶보기”. 《후지테 리뷰!!》. 2020년 8월 1일. 2020년 8월 13일에 원본 문서에서 보존된 문서. 2020년 8월 30일에 확인함.
87. ↑  “산토리 「올 프리 콜라겐」 새로운 텔레비전 CM 발표회”. 덴츠호. 2015년 7월 1일. 2015년 7월 3일에 확인함.
88. ↑  “호로요이 신 CM 캐릭터로 쿠로키 하루 씨, 사토 지로 씨가 등장! 10월 발매 예정의 호로요이 새로운 맛 「해피쿠루사와」은 “그 맛”...!?  두 사람의 즐거운 상호 작용과 반응에 주목.”. 산토리 주류 주식회사. 2019년 9월 30일. 2020년 10월 25일에 확인함.
89. ↑  “여배우 쿠로키 하루 씨가 「다논 오이코스」 최초의 텔레비전 CM에 등장!  쿠로키 씨의 「아랫배도 입을 다 물었다!」 「100 칼로리 미만 *1 지방 제로 고단백」 그리스 요구르트 *2 2015년 10월 6일 (화)부터 방영 개시” (PDF). 다논 재팬 주식회사. 2015년 10월 5일. 2020년 3월 27일에 원본 문서 (PDF)에서 보존된 문서. 2020년 10월 25일에 확인함.
90. ↑  “사토 코이치, 미우라 토모카즈 등 호화 출연진 자동차 만들기의 열정 그리는 동영상 공개”. 스포니치 아넥스. 2015년 10월 28일. 2015년 10월 29일에 확인함.
91. ↑  “「쿠로키 하루가 성인의 빨간 두건에 낮 동안의 매력에서 늑대를 유혹”. ORICON STYLE. 2016년 9월 8일. 2016년 9월 8일에 확인함.
92. ↑  “쿠로키 하루의 CM 출연 정보”. ORICON NEWS. 2019. 2019년 12월 7일에 확인함.
93. ↑  “쿠로키 하루, 첫 사진집 웨딩 드레스 선보여 「기꺼이 주시면」”. 《SANSPO.COM》 (산케이디지털). 2016년 6월 4일. 2016년 6월 4일에 확인함.
94. ↑  제5회 TAMA 영화상 : 제23회 영화제 TAMA CINEMA FORUM 2013년 TAMA CINEMA FORUM, 2013년 10월 11일에 확인.
95. ↑  “제37회 일본 아카데미상 우수 작품 발표!”. 일본 아카데미상 공식 사이트. 2014년 1월 17일에 확인함.
96. ↑  제56회 블루 리본상 작품상은 「요노스케 이야기」(2014년 1월 23일) 스포니치 아넥스, 2014년 1월 23일에 확인.
97. ↑  도쿄 스포츠 영화 대상 도쿄 스포츠 Web판, 2014년 2월 18일에 확인.
98. ↑  제38회 일본 아카데미상 최우수 발표! 일본 아카데미상 공식 사이트, 2015년 2월 27일에 확인.
99. ↑  교토부 부민 생활부 남녀 공동 참획과 (2014년 10월 24일). “헤세이 26년도 「교토 아케보노상」의 수상자”. 교토부. 2014년 12월 8일에 원본 문서에서 보존된 문서. 2014년 12월 8일에 확인함.
100. ↑  “쿠로키 하루 씨 등 교토부 아케보노상”. 《교토 신문》. 2014년 10월 25일. 2014년 12월 8일에 확인함.
101. ↑  “2015년 엘란도르상 수상 작품·수상자”. 《엘란도르상》. 일본 영화 텔레비전 프로듀서 협회. 2019년 2월 7일에 원본 문서에서 보존된 문서. 2019년 2월 6일에 확인함.
102. ↑  “쿠로키 하루, 신인상 수상 「하나코와 앤」 공연자가  칭찬 「멋진 배우가 될 것」”. 《모델프레스》. 2015년 2월 5일. 2015년 2월 8일에 확인함.
103. ↑  “제85회 더 텔레비전 드라마 아카데미상 여우조연상 수상 인터뷰”. KADOKAWA. 2020년 8월 21일에 확인함.
104. ↑  “쿠로키 하루가 ELLE 주최의 영화 어워드 수상, 2016년의 충실에 「빛났다!」”. 《영화나탈리》. 2016년 12월 20일. 2016년 12월 21일에 확인함.
105. ↑  “여우 주연상 수상 결과 1위 : 쿠로키 하루_제 89회 -  더 텔레비전 드라마 아카데미상”. KADOKAWA. 2016년 8월 10일. 2019년 11월 30일에 확인함.
106. ↑  “일본 프로 대상, 주연상은 스다 마사키와 쿠로키 하루 작품상 디스트럭션 베이비즈」”. ORICON STYLE. 2017년 3월 14일. 2017년 3월 14일에 확인함.
107. ↑  “제32회 타카사키 영화제 최우수 작품상은 사카모토 준지 감독 「에르네스토」 결정”. 영화.com. 2017년 12월 21일. 2017년 12월 22일에 확인함.
108. ↑  “제42회 일본 아카데미상 최우수 목록”. 《일본 아카데미상 공식 사이트》. 2020년 10월 25일에 확인함.
109. ↑  “제14회 「컨피던스 어워드 드라마상」 발표! 작품상 「오늘부터 우리는!!」 외 총 7개 부문 수상자 기쁨의 코멘트 도착”. ORICON NEWS. 2019년 2월 1일. 2019년 2월 1일에 확인함.
110. ↑  “【도쿄 드라마 어워드】쿠로키 하루 “승패도 가능”으로 여우조연상 슈리 역 「하고 있어도 즐거웠다」”. 《ORICON NEWS》 (oricon ME). 2019년 10월 28일. 2020년 10월 30일에 확인함.
111. ↑  “도쿄 드라마 어워즈”. 《국제 드라마 페스티벌》. 2019년 10월 28일에 원본 문서에서 보존된 문서. 2020년 10월 30일에 확인함.
112. ↑  “여우주연상 수상 결과 1위 : 쿠로키 하루_제 102회 - 더 텔레비전 드라마 아카데미상”. KADOKAWA. 2019년 11월 21일. 2019년 12월 2일에 확인함.
113. ↑  “쿠로키 하루 제2회 아시아 콘텐츠 어워드에서 여우주연상을 수상”. 《SANSPO.COM》 (산케이디지털). 2020년 10월 25일. 2020년 10월 25일에 확인함.
114. ↑  “쿠로키 하루가 드라마 어워드 여우주연상 「나기의 휴식」에서는 「가능한 한 솔직하게 연기한」”. 《영화나탈리》 (주식회사나타샤). 2020년 10월 29일. 2020년 10월 30일에 확인함.
115. ↑  “도쿄 드라마 어워드”. 《국제 드라마 페스티벌》. 2020년 10월 29일에 원본 문서에서 보존된 문서. 2020년 10월 30일에 확인함.
116. ↑  “제44회 일본 아카데미상 최우수 결정!”. 《일본 아카데미상 공식 사이트》. 2021년 3월 20일에 확인함.